# Polityka regionalna Unii Europejskiej

Klasyfikacja regionów UE pod względem rozwoju gospodarczego na lata 2014–2020

Polityka regionalna Unii Europejskiej, Polityka spójności (ang. Regional Policy of the EU, Cohesion Policy) – polityka, której głównym celem jest zwiększenie spójności ekonomicznej i społecznej w Unii Europejskiej (UE). Poprzez pomoc słabiej rozwiniętym regionom i sektorom gospodarek państw członkowskich dąży się do zmniejszenia różnic w poziomie rozwoju i w poziomie życia w regionach UE.
Pierwszy fundusz wspierający rozwój słabo rozwiniętych regionów UE powstał w 1975 r. jako Europejski Fundusz Rozwoju Regionalnego jeszcze w ramach EWG na mocy umowy z Wielką Brytanią w trakcie jej negocjacji o członkostwo w EWG. Z jego środków finansowane było wyrównanie ekonomiczne ubogich regionów UE (m.in. Wielkiej Brytanii i Irlandii) w 1975 r. W roku 1986 postanowiono połączyć EFRR z innymi instrumentami, np. istniejącym już od lat sześćdziesiątych XX wieku Europejskim Funduszem Społecznym we wspólną politykę regionalną.
Polityka regionalna jest istotnym elementem polityki strukturalnej Unii Europejskiej. Wydatki UE przeznaczane są na dofinansowanie dziedzin, w których występuje deficyt środków. Przyjęto, że część wydatków budżetowych transferowana jest w postaci przepływów środków na rzecz wsparcia mniej rozwiniętych państw członkowskich lub tylko samych określonych obszarów położonych na ich terytorium. Pomoc w ramach polityki regionalnej zakłada między innymi wspieranie rozwoju gospodarczego regionów zacofanych ekonomicznie, restrukturyzację regionów i obszarów przygranicznych, zwalczanie długotrwałego bezrobocia oraz stymulowanie rozwoju regionów wiejskich. Działania UE opierają się na zasadzie subsydiarności – uzupełniają działania lokalne i samorządowe.

## Fundusze
W perspektywie finansowej 2000-2006 UE posiadała cztery fundusze strukturalne:
- Europejski Fundusz Rozwoju Regionalnego
- Europejski Fundusz Społeczny
- Finansowy Instrument Orientacji Rybołówstwa
- Europejski Fundusz Orientacji i Gwarancji Rolnej – sekcja orientacji

Funkcjonował również Fundusz Spójności, ale nie był klasyfikowany jako fundusz strukturalny.
W perspektywie finansowej 2007-2013 do funduszy strukturalnych zalicza się:
- Europejski Fundusz Rozwoju Regionalnego
- Europejski Fundusz Społeczny

Działa także Fundusz Spójności, niebędący wprawdzie funduszem strukturalnym, ale wdrażany w perspektywie finansowej 2007-2013 na zasadach prawie identycznych jak fundusze strukturalne, w ramach wspólnych z Europejskim Funduszem Rozwoju Regionalnego programów operacyjnych.
Europejski Fundusz Orientacji i Gwarancji Rolnej przestał istnieć. W jego miejsce powołano Europejski Fundusz Rolny na rzecz Rozwoju Obszarów Wiejskich, który stanowi instrument wdrażania Wspólnej Polityki Rolnej.
Finansowy Instrument Orientacji Rybołówstwa również przestał istnieć, a w jego miejsce stworzono Europejski Fundusz Rybacki będący instrumentem wdrażania Wspólnej polityki rybołówstwa.

## Wydatki
Wydatki na politykę regionalną w cenach bieżących ciągle rosną. Suma przyznanych funduszy na ten cel na lata 1994-1999 wynosiła 170 mld EUR (dwa razy więcej niż na lata 1988-1993), zaś na lata 2000-2006 przeznaczono na ten cel 213 mld EUR. W perspektywie finansowej 2007-2013 suma zobowiązań sięgnęła 308 mld EUR (w tym ponad 67 mld EUR dla Polski). Należy mieć jednak na uwadze, że w ślad za kolejnymi rozszerzeniami Unii Europejskiej systematycznie rośnie liczba beneficjentów polityki spójności.

## Cele
Cele polityki regionalnej są również modyfikowane w kolejnych perspektywach:

### 1988-1992
- cel 1 – wspieranie rozwoju i dostosowanie strukturalne regionów słabo rozwiniętych (zacofanych);

- cel 2 – restrukturyzacja regionów, regionów przygranicznych lub części regionów, które są dotknięte upadkiem przemysłu

- cel 3 – zwalczanie długotrwałego bezrobocia

- cel 4 – pomoc w zatrudnieniu ludziom młodym

- cel 5 – reformy Wspólnej Polityki Rolnej
  - a) – dostosowanie struktur produkcyjnych
  - b) – wspieranie obszarów rozwoju wiejskich

### 1993-1999
Cel 1, 2 i 5 pozostają bez zmian. Cel 3 powstaje po połączeniu celu 3 i 4 z poprzedniego okresu programowania.
- cel 1 – rozwój i strukturalne dostosowanie regionów zacofanych,

- cel 2 – konwersja regionów dotkniętych regresją przemysłu,

- cel 3 – zwalczanie długookresowego bezrobocia oraz ułatwianie młodzieży dostępu do rynku pracy,

- cel 4 – przystosowanie siły roboczej do zmian w systemie produkcji,

- cel 5 – wspieranie rozwoju obszarów wiejskich:
  - a) – wspieranie obszarów rolniczych,
  - b) – ułatwianie rozwoju i dostosowywanie strukturalne obszarów wiejskich.

Po negocjacjach akcesyjnych Finlandii i Szwecji w 1994 r. został dodany kolejny:
- cel 6 – wspieranie regionów z bardzo niską gęstością zaludnienia.

### 2000-2006
- cel 1 – wsparcie regionów zapóźnionych w rozwoju,

- cel 2 – odbudowa terenów silnie uzależnionych od upadających gałęzi gospodarki,

- cel 3 – modernizacja rynku pracy.

### 2007-2013
- cel 1 – konwergencja,

- cel 2 – konkurencyjność regionalna i zatrudnienie,
- cel 3 – Europejska współpraca terytorialna

### 2014-2020
- cel 1 – decentralizacja rozwoju Polski,
- cel 2 – rozwój słabo rozwiniętych regionów,
- cel 3 – uatrakcyjnienie regionów,
- cel 4 – wykorzystanie potencjału społeczeństwa[1],

## Kwota wsparcia
Na realizację Programów Regionalnych, które zostały przypisane wszystkim województwom, przekazano ok.  16,6 mld euro.
Dzieląc środki, pod uwagę były brane dane takie, jak:
- populacja,
- PKB per capita,
- stopa bezrobocia.

Do 1 stycznia 2000 r. Hiszpania, Grecja i Portugalia były uprawnione do korzystania z Funduszu Spójności. Z dniem 1 stycznia 2004 r. prawo to straciła Irlandia. Z chwilą wstąpienia nowych państw członkowskich, 1 maja 2004 r., prawo do korzystania uzyskały państwa: Cypr, Czechy, Estonia, Litwa, Łotwa, Malta, Polska, Słowacja, Słowenia i Węgry oraz od 1 stycznia 2007 r. Bułgaria i Rumunia.